# 기이나가시마정
기이나가시마정(紀伊長島町)은 미에현 기타무로군에 설치되었던 정이다.
2005년 10월 11일, 미야마정과 합병해 가호쿠정이 성립해 자치체로서의 기이나가시마정은 폐지되었다. 합병 특례법에서 정해진 지역 자치구 제도를 도입하여 기호쿠초 기이나가시마구가 설치되었지만,
2016년 3월 31일에 지역 자치구는 폐지되었다.
세계유산으로 등록되어 있는 구마노 옛길이 있다.매년 7월에는 바다의 네부타라 불리는 거대 등롱과 불꽃축제가 개최된다.

## 역사
- 1889년 4월 1일 - 정촌제 시행으로 근세 이래의 나가시마우라가 자치체를 형성해 기타무로군 나가시마촌이 성립하였다.
- 1899년 2월 21일 - 나가시마촌이 정으로 승격해 나가시마정이 되었다.
- 1950년 12월 15일 - 나가시마정이 니고촌을 편입하였다.
- 1970년 8월 1일 - 기이나가시마정으로 개칭하였다. 이유는 구와나군 나가시마정과의 혼선을 피하기 위함이였다.
- 2005년 10월 11일 - 미야마정과 합병해 가호쿠정이 성립하였다. 동일 기이나가시마정은 폐지되었다.

## 행정
- 정장 : 오쿠야마 시로 (奥山始郎)

## 교통

### 철도
- 도카이 여객철도
  - 기세이 본선

### 도로
- 기세이 자동차도(일본어판)
- 국도 제42호선
- 국도 제260호선 (일본)(일본어판)